# Znacikove, Vilneansk
Znacikove (în ucraineană Значкове) este un sat în comuna Pavlivske din raionul Vilneansk, regiunea Zaporijjea, Ucraina.

## Demografie
Componența lingvistică a localității Znacikove
     Ucraineană (87,57%)
     Rusă (12,15%)
Conform recensământului din 2001, majoritatea populației localității Znacikove era vorbitoare de ucraineană (87,57%), existând în minoritate și vorbitori de rusă (12,15%).